# Memory of a Free Festival
«Memory of a Free Festival» es un sencillo del músico y compositor británico David Bowie. En un primer lugar se grabó como un opus de siete minutos para el segundo álbum homónimo de Bowie (reeditado bajo el título de Space Oddity en 1972). A instancias de Mercury Records se volvió a trabajar en él, ya que pensaron que podría tener más éxito como sencillo que "The Prettiest Star", lanzado poco antes.
Bowie y Tony Visconti partieron la canción en dos partes, regrabándolo para que pudiesen funcionar como canciones independientes. Se convirtió en una versión más orientada al rock que la pieza original pensada para el álbum, significando además la primera colaboración del batería Mick Woodmansey con la banda de Bowie, completando así la banda que después grabó The Man Who Sold the World.
El biógrafo David Buckley describió "Memory of a Free Festival" como "una especie de toma triposa del 'Sympathy For The Devil' de The Rolling Stones pero con letras graciosas". La pista se compuso como homenaje a The Free Festival, organizado por el Arts Lab de Beckenham, que tuvo lugar en Croydon Road Recreational Ground de Beckenham el 16 de agosto de 1969.
El sencillo fue un desastre comercial cuando se lanzó en Estados Unidos en junio de 1970, vendiendo sólo varios cientos de copias. También se lanzó en el Reino Unido con similar aceptación. 

## Lista de canciones
1. «Memory of a Free Festival Part 1» (Bowie) – 3:59
2. «Memory of a Free Festival Part 2» (Bowie) – 3:31

## Personal
- David Bowie – voz, guitarra
- Mick Ronson – guitarra
- Tony Visconti – bajo
- Mick Woodmansey – batería
- Tony Visconti – productor